# Himalayaserov
Himalayaserov (Capricornis thar) är ett partåigt hovdjur i släktet serover som förekommer i Asien. Den listades ursprungligen som underart till sydlig serov.

## Utseende
Arten når en kroppslängd (huvud och bål) av 140 till 170 cm och en vikt av 85 till 140 kg. Himalayaserov påminner i kroppsformen om en get. Den har lång päls på ovansidan med prickig gråaktig utseende på grund av många svarta och vita hår. På ryggens mitt förekommer en längsgående mörk strimma och dessutom är svansen svartaktig. Den mörka strimman är ibland otydlig. De långa öronen påminner om en åsnas öron. De har vita hår på insidan och en svart kant. Rödaktiga exemplar som lever i norra Burma klassificeras i nyare avhandlingar som självständig art, röd serov (Capricornis rubidus).
Buken och extremiteternas lägre delar är täckta av ljusbrun till krämfärgad päls. Även nosens spets eller bara läpparna är vita.

## Utbredning och habitat
Som namnet antyder lever arten främst i Himalaya från nordvästra Indien (Kashmir) över Nepal och Bhutan till nordöstra Indien och angränsande områden av Kina. Utbredningsområdet fortsätter söderut och når där lägre landskap i Bangladesh och västra Myanmar. Arten vistas i kulliga områden och i bergstrakter mellan 300 och 3000 meter över havet. Habitatet utgörs främst av klippiga regioner med bergsstäpper. I lägre höjder hittas Himalayaserov även i skogar.

## Ekologi
Individerna lever ensam, i par eller i mindre flockar med upp till 10 medlemmar. När de upptäcker en fara hörs ett varningsrop och sedan springer de iväg.
Arten är främst aktiv på morgonen och kvällen. Den äter gräs och andra växtdelar som den hittar nära marken. Som viloplats används bland annat grottor eller den tätare växtligheten. Himalayaserov jagas av olika predatorer som leopard, asiatisk vildhund och örnar.
Parningen sker ofta vid slutet av oktober. Dräktigheten varar ungefär 210 dagar och sedan föds i maj eller juni en eller två ungar.

## Status
Detta hovdjur jagas intensiv av den lokala befolkningen för köttets skull. Den hotas även av landskapsförändringar i samband med skogsbruk eller när områden blir omvandlad till jordbruksmark. Kroppsdelar av arten används även i den traditionella asiatiska medicinen. Himalayaserov förekommer i flera nationalparker och i andra naturskyddsområden. Den är av CITES upptagen i appendix I. IUCN befarar att hela beståndet minskar med upp till 30 procent under de kommande 21 åren (tre generationer) och listar arten som nära hotad (near threatened).